# セイランジアEC
セイランジアEC (ポルトガル語: Ceilândia Esporte Clube) は、ブラジル・ブラジリア連邦直轄区セイランジアを本拠地とするサッカークラブである。1979年8月23日設立。2010年と2012年、2024年にカンピオナート・ブラジリエンセを制覇している。

## タイトル
- カンピオナート・ブラジリエンセ : 3回
  - 2010, 2012, 2024

## 歴代所属選手
- セルジオ・マノエル 2007
- ソウザ 2007
- ロドリゴ・パラナ 2008
- マセード 2008
- エジソン 2008
- チカ 2010
- ブルーノ 2010